# Kusakowate Peru
Kusakowate Peru – ogół taksonów chrząszczy z rodziny kusakowatych (Staphylinidae), których występowanie stwierdzono na terenie Peru.
Kusakowate należą do najbardziej zróżnicowanych gatunkowo rodzin chrząszczy. W 2004 roku ukazała się wstępna checklista, zawierająca 394 ich gatunki stwierdzone w Peru, jednak od tego czasu opisano i wykazano liczne nowe.

## Balinki(Scydmaeninae)
W Peru stwierdzono:
- Euconnus wari[2]

## Kiepurki(Euaesthetinae)
W Peru stwierdzono:
- Edaphus bufo
- Edaphus poulaini
- Octavias batesi
- Octavias peruanus
- Stenaesthetus amedegnatoae
- Stenaesthetus castaneus
- Stenaesthetus illatus
- Stenaesthetus peruanus
- Stenaesthetus puthzi
- Tamotus hirsutus
- Tamotus rugicollis

## Kusaki(Staphylininae)

### Platypropsini
W Peru stwierdzono:
- Platyprosopus major

### Staphylinini
W Peru stwierdzono:

- Amblyopinodes amazonicus
- Amblyopinodes gahani
- Amblyopínodes peruvianus
- Amblyopinus akodoni
- Amblyopinus ancashi
- Amblyopinus brandesi
- Amblyopinus jelskii
- Amblyopinus kalinoivskii
- Amblyopinus kofordi
- Amblyopinus machadoi
- Amblyopinus monticolus
- Amblyopinus pacae
- Amblyopinus piurae
- Amblyopinus punae
- Amblyopinus sanborni
- Amblyopinus spinipennis
- Atopocentrum mirabile
- Belonuchus angusticollis
- Belonuchus asperatus
- Belonuchus convexus
- Belonuchus frater
- Belonuchus iconnicovi
- Belonuchus jelskii
- Belonuchus longiceps
- Belonuchus paradoxus
- Belonuchus peruvianus
- Belonuchus pulchripennis
- Belonuchus rugicollis
- Belonuchus sharpi
- Belonuchus skaluzkyi
- Belonuchus taczanovskii
- Belonuchus vulneratus
- Creophilus maxillosus[3] – gnojek naśmietny
- Chroaptomus flagrans
- Edrabius alticolus
- Edrabius pearsoni
- Edrabius peruanus
- Elecatopselaphus peruvianus
- Gastrisus opaculus
- Gastrisus putidiusculus
- Glenus jelskii
- Heterothops titschacki
- Holisus analis
- Leptopeltus flavipennis
- Leistotrophus versicolor
- Megamblyopinus germami
- Megamblyopinus mniszechi
- Nordus aeneipennis
- Nordus antennatus
- Nordus diversiventns
- Nordus maculiceps
- Nordus major
- Nordus occipitalis
- Nordus picticornis
- Nordus schuberti
- Nordus simplex
- Nordus styloceros
- Nordus testaceus
- Nordus xanthocerus
- Oligotergus fasciatus
- Ophionthus serpentinus
- Paederomimus aeneiceps
- Paederomimus cibricollis
- Paederomimus sulciceps
- Paraxenopygus peruvianus
- Phanolinus coelestus
- Phanolinus dives
- Phanolinus divinus
- Phanolinus episcopus
- Phanolinus exornatus
- Phanolinus peruvianus
- Phanolinus princeps
- Philonthus abdominalis
- Philonthus fassli
- Philonthus figulus
- Philonthus flavolimbatus
- Philonthus limaensis
- Philonthus longicornis
- Philonthus metallifer
- Philonthus ophthalmicus
- Philonthus palcoensis
- Philonthus pavidus
- Philonthus peruvianus
- Philonthus pulcher
- Philonthus succinctus
- Philonthus supernus
- Philonthus titschacki
- Philonthus tristipennis
- Philothalpus analis
- Platydracus antiquus
- Platydracus buquetii
- Platydracus fervidus
- Platydracus notatus
- Platydracus ochropygus
- Platydracus semícyaneus
- Plociopterus chlorocephalus
- Plociopterus jelskii
- Plociopterus laetus
- Plociopterus mirandus
- Plociopterus miriventris
- Plociopterus tricolor
- Plociopterus zischkai
- Quedius fulgidus
- Quedius mesomelinus
- Styngetus heynei
- Styngetus langei
- Xanthopygus calidus
- Xanthopygus cognatus
- Xanthopygus max
- Xanthopygus punctatus
- Xanthopygus sapphirinus
- Xanthopygus skalitzkyi
- Xanthopygus xanthopygus
- Xenopygus analis
- Xenopygus peruvianus

### Wydłużaki(Xantholinini)
W Peru stwierdzono:

- Agerodes coeruleus
- Agerodes kraatzi
- Agerodes nobilis
- Agerodes puncticollis
- Agerodes punctipennis
- Agerodes semicyaneus
- Eulissus amicus
- Eulissus chalybaeus
- Eulissus rutilus
- Heterolinus xanthogaster
- Homalolinus canaliculatus
- Plochionocerus carinatus
- Plochionocerus fulgens
- Plochionocerus janthinus
- Plochionocerus longiceps
- Plochionocerus melancholicus
- Plochionocerus peruvianus
- Plochionocerus splendens
- Renda clavicornis
- Renda formicaria
- Scytalinus spectabilis
- Tesba gigas
- Thyreocephalus fassli
- Thyreocephalus lynceus
- Thyreocephalus subtilis

## Kozubki(Oxytelinae)
W Peru stwierdzono:
- Bledius pumilio
- Carpelimus opacellus
- Thinodromus signatus
- Anotylus insignitus
- Anotylus peruvianus
- Oxytelus jelskii
- Oxytelus speculum
- Platystethus spiculus

## Łodziki(Scaphidiinae)
W Peru stwierdzono:
- Cyparium inclinans
- Cyparium mathami
- Cyparium nigronotatum
- Scaphisoma tropica

## Marniki(Pselaphinae)
W Peru stwierdzono:
- Arthmius elegantulus
- Arthmius laevipennis
- Arthmius magnus
- Arthmius peruvianus
- Oxarthrius simplex
- Decarthron lamellipes
- Eutrichites skelleyi
- Reichenbachía femoralis
- Reichenbachia limpida
- Bythinoplectus vaucheri
- Fustiger testudineus
- Hamotus brevímarginatus

## Megalopsidinae
W Peru stwierdzono:
- Megalopinus aimara
- Megalopinus chinan
- Megalopinus duplicatus
- Megalopinus elegantior
- Megalopinus franzi
- Megalopinus gestroi
- Megalopinus inka
- Megalopinus lescheni
- Megalopinus moderatus
- Megalopinus nigrificatus
- Megalopinus ogloblini
- Megalopinus ornatus
- Megalopinus pulcher
- Megalopinus tubericollis

## Myśliczki(Steninae)
W Peru stwierdzono:
- Stenus amata
- Stenus cerritulus
- Stenus cincinnifer
- Stenus colossipennis
- Stenus curaca
- Stenus cuzcoensis
- Stenus garavitoensis
- Stenus gayi
- Stenus hromadkaianus
- Stenus inka
- Stenus inti
- Stenus nigricans
- Stenus nodicollis
- Stenus obscurefactus
- Stenus perpulcher
- Stenus peruvianus
- Stenus praccellens
- Stenus pygmalion
- Stenus rectifrons
- Stenus sagitttfer
- Stenus titícacanus
- Stenus tridentifer

## Piesty(Piestinae)
W Peru stwierdzono:
- Piestus bicornis
- Piestus interruptus
- Piestus laevis
- Piestus pennicornis
- Piestus spinosus

## Płaskusaczki(Pseudopsinae)
W Peru stwierdzono:
- Psendopsis columbica

## Protki(Proteinae)
W Peru stwierdzono:
- Megarthrus machu[4]

## Rydzenice(Aleocharinae)
W Peru stwierdzono:

- Acrocyusa inca
- Amazonopora brooki
- Amazonopora lescheni
- Aleochara divergens
- Aleochara lacustris
- Aleochara parvicollis
- Aleochara taeniata
- Aleodorus peruvianas
- Aleodoms scissus
- Amazoncharis aspera
- Atheta apicilutea
- Atheta cuzcoensis
- Atheta díffusa
- Atheta machupicchuensis
- Atheta mochícorum
- Atheta peruviana
- Atheta quillabambana
- Atheta ruinarum
- Atheta sacsahuamanensis
- Bessoglossa peruviana
- Calodera pectoralis
- Cousya peruviana
- Ctenopeuca heynei
- Dactyloglossa inca
- Diestota angulicollis
- Diestota calida
- Diestota chavin
- Diestota inca
- Ecitomorpha melanotica
- Ecitophya bicolor
- Ecitophya rapaxae
- Eurydiotyphla franzi
- Haplochara franziana
- Heterostiba quechua
- Heterostiba castanea
- Heterostiba tahuantinsuyiensis
- Hoplandria angulosa
- Hoplandria globula
- Hoplandria Iwidula
- Hoplandria mirabilis
- Hoplandria mochicorum
- Lamprostiba machupicchuensis
- Lamprostiba nazcaorum
- Lamprostiba schwabet
- Leptanillophilus similis
- Leptonia athaualpai
- Leptonia comaparensis
- Leptonia franzi
- Leptonia garavitensis
- Leptonia incuria
- Leptonia inkarrii
- Leptonia moenium
- Leptonia nazcaensis
- Leptonia nobilis
- Leptonia tahuantinsuyiensis
- Leptonia tiahuanacorum
- Macrogerodonia cuzcoensis
- Macrogcrodonia inca
- Macrogerodonia incaica
- Macrogerodonia machupicchuensis
- Macrogerodonia peruviana
- Macrogerodonia quillabambana
- Macrogerodonia tahuantinsuyiensis
- Orphnebius peruvianus
- Orphnebius pungitius
- Platandría peruviana
- Plesiomalota huascari
- Plesiomalota incaica
- Plesiomalota peruviana
- Plesiomalota roedingeri
- Polylobus bicolor
- Pseudomniopa unidentata
- Pseudomyllaena franzi
- Schistoglossa aymaraorum
- Somasterochara peruviana
- Termítophya wasmanni
- Tricholpochila armala
- Tricholpochila flavipennis
- Tricholpochila peruviana
- Xenogaster wasmanni
- Zyras peruviana

## Rozstrzępki(Micropeplinae)
W Peru stwierdzono:
- Peplomicrus uyttenboogaarti
- Peplomnicrus watrous

## Skorogonki(Tachyporinae)
W Peru stwierdzono:
- Sepedophilus peruvianus
- Tachinomorphus andinus
- Vatesus goeldii

## Świeżacinki(Omaliinae)
W Peru stwierdzono:
- Phyllodrepa peruviana

## Walgierze(Osoriinae)
W Peru stwierdzono:

- Allotrochus minor
- Aneucamptus crassus
- Aneucamptus excisicollis
- Aneucamptus geni
- Clavilispinus megacephalus
- Clavilispinus politus
- Espesan titschacki
- Fauva becki
- Holotrichus shapra[5]
- Holotrichus yana[5]
- Holotrochus hanagarthi
- Holotrochus danoffburgi
- Holotrochus lineatus
- Holotrochus neotropicus
- Holotrochus peruvianus
- Holotrochus poundi
- Holotrochus pubescens
- Holotrochus pumilus
- Holotrochus syntheticus
- Leptochirus arcifer
- Leptochirus consentaneus
- Leptochirus eximias
- Leptochirus giganteus
- Leptochirus helleri
- Leptochirus iconnicoffi
- Leptochirus incertus
- Leptochirus kolbei
- Leptochirus maxillosus
- Leptochirus peruvianus
- Leptochirus proteus
- Lispinus attenuatus
- Lispinus brevicollis
- Lispinus costaricensis
- Lispinus fulgens
- Lispinus fungicola
- Lispinus insularis
- Lispinus laeviusculus
- Lispinus lescheni
- Lispinus listenbarthi
- Lispinus striola
- Mimogonia antennata
- Mimogonia brunnea
- Mimogonia pumilia
- Mimogonía subopaca
- Neolosus obscurus
- Osorius alternans
- Osorius latimargo
- Osorius peruvianus
- Thoracophorus denticollis
- Thoracophorus guadalupensis
- Thoracophorus peruvianus
- Thoracophorus sallaei
- Thoracophorus susanna

## Żarlinki(Paederinae)
W Peru stwierdzono:

- Baryopsis calcarata[6]
- Baryopsis glabra[6]
- Baryopsis ingens[6]
- Baryopsis minor[6]
- Baryopsis montivagans[6]
- Cylindroxystus furvus
- Cylindroxystus messus
- Dibelonetes biplagiata
- Ecitonides volans[7]
- Lithocharís infuscata
- Lithocharis mendax
- Lithocharis nitida
- Neolindus amazonicus
- Neolindus cephalochymus
- Neolindus hanagarthi
- Neolindus peruvianus
- Neolindus punctiventris
- Ochthephilum flavipes
- Ochthephilum longicorne
- Paederus andinus
- Paederus baeri
- Paederus bolivianus
- Paederus curticolis
- Paederus cyanipennis
- Paederus gigas
- Paederus irritans
- Paederus magniceps
- Paederus mutans
- Paederus ovaliceps
- Paederus peruanus
- Paederus subnitidus
- Paederus tridens
- Palaminus sharpi
- Palaminus vittiger
- Pseudocryptobium calcaratum
- Pseudocryptobium montivagans
- Rugilus peruvianus
- Rugilus rufipennis
- Sunius debilicornis
- Taenodema bang-haasi
- Taenodema elegans
- Taenodema hemichlora
- Taenodema peruviana